# „Tötö” nyelv
A „tötö” nyelv (Szathmári István, ill. Szepesy Gyula elnevezése) vagy tötözés egy meglehetősen elterjedt jelenség a mai magyar nyelvben, amely eltér a klasszikus nyelvhasználattól, és értelmezési zavarokat okozhat, ezért számos nyelvész nyelvhelyességi hibának tartja.

## Mibenléte
Arra utal, amikor a létigével alkotott határozói igeneves szerkezet (‑va/‑ve) helyett valaki befejezett melléknévi igenevet (‑t/‑tt) használ egy cselekvés/történés eredményének kifejezésére névszói állítmányként: például ahelyett, hogy
A probléma még nincs megoldva.
azt mondja:
*A probléma még nem megoldott.
Minden valószínűség szerint egy nyelvi babonára vezethető vissza még az 1860-as évekből, amely a „nincs megoldva” szerkezetet germanizmusnak tartotta. Amint Szepesy Gyula Nyelvi babonák c. könyvében kimutatja, ez sem nyelvtörténetileg, sem mondattanilag nem helytálló: a magyarban ugyanis már jóval a német behatás előtt, a 14. században jelen volt (sőt a legközelebbi rokon nyelvekben is, tehát az ugor korig visszavezethető), és mondattanilag is teljesen eltér a vele azonosított német szerkezettől – mi több, épp a kiváltására használt szerkezet az, ami tősgyökeres germanizmus, a német forma színtiszta megfelelője.
Amint a tanulmányból kitűnik, a létigével alkotott határozói igeneves szerkezet nemcsak hogy legrégebbi nyelvemlékeink óta jelen van a magyarban, és rokon nyelveinkben, valamint a mai népnyelvben is él, de legnagyobb költőink, legkiválóbb nyelvészeink is szívesen éltek vele. Például:
- Nincs veszve bármi sors alatt, Ki el nem csüggedett (Vörösmarty) – nem pedig „nem veszett…”
- S szívemből is ki vannak irtva már Az elválástól támadott sebek (Petőfi) – nem pedig „kiirtottak… a sebek”
- Be van fejezve a nagy mű (Madách) – nem pedig „befejezett…”

Az ismert népdal sem úgy szól, hogy „Zöldre festett a rácsos kapu,” hanem: Zöldre van a rácsos kapu festve, valamint Gábor Áron rézágyúja sem „felvirágozott”, hanem fel van virágozva.
A „tötö” nyelv amellett, hogy parlagon hagyja a határozói igenévnek a magyarban hagyományosan kialakult, eredményt kifejező szerepét, a megértést is akadályozhatja. A befejezett melléknévi igenév ugyanis sok esetben egybeesik a múlt idejű alakkal, így többféle félreértést is okozhat: például „Az ellátás biztosított” mondat hallgatójában felmerülhet: „mit biztosított az ellátás?” – holott az ellátás logikailag nem is alany, hanem tárgy (az ellátást biztosította valaki). A múlt idejűnek érzékelt alak mellett a hallgató máskor nem keres tárgyat, hanem önkéntelenül kiegészíti a tárgyatlan ragozásnál gyakran odaértett engem/téged/minket/titeket alakok valamelyikével, ami szintén félreértést okozhat: „mármint téged biztosított az ellátás?” Mindezek az értelmezési zavarok elkerülhetők a határozói igeneves szerkesztéssel: Az ellátás biztosítva van.

## Idézetek
A téma egyik legbővebb tárgyalása Szepesy Gyula tanulmánya a Nyelvi babonák c. könyvében. található, illetve Tótfalusi István a Kis Magyar Nyelvklinikában egy egész fejezetet szán a germanizmus nyelvi babonájának.
Nádasdy Ádám három helyen is ír a kérdésről:
- Részlet Mit utáljunk? című, személyes hangú tárcájában:[2]

„Az üzlet riasztóval védett” („riasztóval van védve” helyett). Förtelmes germanizmus, hiszen befejezett igenevet (védett = geschützt) használ a magyaros határozói igenév (védve) helyett. Bámulatosan elharapózott az utóbbi évtizedben. Sajnos a nyelv rongálódásnak kitett. (A teljességhez hozzátartozik, hogy Nádasdy Ádám az eredeti cikk alatt hozzászólásban tisztázza, hogy ezeket a sorokat szubjektív véleményként, ironikusan írja: „az olvasókat (szándékom szerint ironikusan) az általam kedvelt dolgok elfogadására, a nem kedveltek utálására szólítottam föl. Azt hittem, nyilvánvaló, hogy mindez vérszubjektív ízlésdagonya, mint amikor a gombatani szakember bevallja, hogy õ az õzlábgombát utálja, ám a vargányát szereti.”)
- Ugyanez a témája egyik hárompercesének:[4]

(…) Idős pap beszélt a rádióban a temploma tatarozásáról, s ezt mondta: Az északi torony jelenleg felállványozott. (…)
A múlt idejű melléknévi igenév állapotleíró használata azért idegen a magyartól, mert szenvedő szerkezetet, passzívumot rejt, s ez a mai magyartól idegen. A határozói igenév nem ilyen: az létezést, állapotot rejt magában: hogyan van a torony? – Fel van állványozva – mintha azt kérdezném: Hogyan poroszkált a Sanyi bácsi? – Dülöngélve.
Tetézi a bajt, hogy a magyarban a befejezett melléknévi igenév többnyire nem különbözik a rendes múlt idejű igétől: védett – ez egyaránt lehet ige (ő védett) és igenév (védett terület). Ez a németben nem fordul elő, mert ott a szóalakok különböznek (…). Így aztán a magyarban veszélyes kétértelműségek támadhatnak. A múltkor ezt hallottam: A hangversenyre a polgármester is meghívott. Én bizony úgy értettem, hogy a polgármester is meghívott engem. Aztán kiderült, hogy az illető azt akarta mondani, hogy a polgármester is meg van híva. Hát akkor miért nem azt mondja?
De most befejezem, mert a műsorom számára mindössze három perc biztosított.
- Végül a Meg lesz mondva a tuti c. írásában is kitér erre a jelenségre:[5]

(…) Pedig a nyelvhasználati kézikönyvek mind intenek a -T(T) végű igenevek túlzott használatától, mert az valóban germanizmus (gúnyosan „tötözésnek” nevezik). Példák (zárójelben az ajánlhatóbb, szebb megoldás): Az üzlet riasztóval védett (riasztóval van védve); Most az északi torony beállványozott (van beállványozva); A sávban felmart a burkolat (fel van marva); A mű… továbbítása a kiadó előzetes engedélyéhez kötött (van kötve). Néha egészen fantasztikusakat írnak: Pamut alapanyag, melyben speciális eljárással rögzített az a gyógyhatású anyag, mely… És a kedvencem: Az udvarban parkoló csak a klinika dolgozóinak biztosított.
Kálmán László hasonlóan vélekedik:
(…) nem is olyan régen nagy hadjárat folyt a be van vonva csokoládéval típusú állítmányok ellen, holott éppenséggel a magyarok többségének ez a természetes. Az én nyelvérzékemet sérti az ún. „tötözés”, például: Ez a keksz csokoládéval bevont. Nem hiszem, hogy a magyarságnak akár csak egy csekély része is így beszélne. De ha mégis így lenne, vagy ha nemsokára így lesz, kénytelen leszek elfogadni, hogy ez így helyes. Addig is úgy gondolom, hogy a helyes kifejezés: Ez a keksz csokoládéval van bevonva. Ez semmivel se rosszabb, mint hogy Ezt a kekszet csokoládéval vonták be, de mást jelent. Az első általában természetesebb, ha csak a kekszről akarunk beszélni, a keksz gyártási folyamatáról pedig nem. Az utóbbit akkor használjuk, ha valami jelentősége lehet annak, hogy ki és mikor vonta be a kekszet csokoládéval.